# Мйонсково (Лещинський повіт)
Мйонсково (пол. Miąskowo, нім. Mohnsdorf) — село в Польщі, у гміні Осечна Лещинського повіту Великопольського воєводства.
Населення — 86 осіб (2011).
У 1975-1998 роках село належало до Лешненського воєводства.

## Демографія
Демографічна структура станом на 31 березня 2011 року:
|          | Загалом | Допрацездатний вік | Працездатний вік | Постпрацездатний вік |
| -------- | ------- | ------------------ | ---------------- | -------------------- |
| Чоловіки | 43      | 6                  | 34               | 3                    |
| Жінки    | 43      | 6                  | 30               | 7                    |
| Разом    | 86      | 12                 | 64               | 10                   |